# William Floyd House
William Floyd House (auch: Nicholl Floyd House, Old Mastic House) war das Heim von William Floyd, einem Unterzeichner der Unabhängigkeitserklärung der Vereinigten Staaten, in Mastic Beach, New York. Er lebte dort von 1734 bis 1803. Im Unterschied dazu ist das General William Floyd House sein späteres Heim in Westernville. Es ist ebenfalls in das National Register of Historic Places als National Historic Landmark aufgenommen.
Es heißt, dass die zwei Häuser von William Floyd die einzigen verbliebenen Häuser von Unterzeichnern der Unabhängigkeitserklärung im Staat New York sind. Das Mastic Home gilt als “reputed to be the best preserved and oldest manor house” (deutsch: „das am besten erhaltene und älteste Gutshaus“) auf Long Island.

## Architektur
Das zweigeschossige Haus verfügt über einen kleinen, pfeilergestützten Portikus an der Südfront und wird im Wesentlichen durch zwei große Kamine in drei Teile gegliedert. Es hat zwei Anbauten, einen auf der Nordseite und einen zweiten, der selbst noch einmal rechtwinklig erweitert ist, nach Osten.
Es steht etwa 470 m (0,29 mi) südlich der Washington Avenue und der Wavecrest Drive im großzügigen Anwesen Mastic Beach. Das Haus wurde von Nicholl Floyd, dem Vater von William Floyd, errichtet und unmittelbar an Williams Sohn, den jüngeren Nicholl Floyd, vererbt. Viele prominente Besucher waren in dem Haus zu Gast, unter anderem der Marquis de Lafayette.
Das Haus gehört heute dem National Park Service als Teil der Fire Island National Seashore, obwohl es selbst nicht auf Fire Island steht.